# Gaspare Mainardi
Gaspare Mainardi (Abbiategrasso, Província de Milão, junho de 1800 – Lecco, 9 de março de 1879) foi um matemático italiano, que trabalhou com geometria diferencial.
É conhecido pelas equações de Gauss–Codazzi–Mainardi.

## Obras
- Mainardi, Gaspare (1856), «Su la teoria generale delle superficie», Giornale dell' Istituto Lombardo, 9: 385–404